# Fábio Coelho
Fábio José Silva Coelho é um administrador, empresário, atual diretor executivo do Google Brasil desde 2011. É formado em engenharia civil e administração de empresas pela Universidade Federal do Rio de Janeiro. Já trabalhou nas áreas comerciais e de marketing de produtos, antes de ocupar a presidência do Google, e foi o responsável pelo lançamento do Gatorade no Brasil. Fábio Coelho foi eleito CEO do Ano pela revista Exame Info em 2012. Na edição de abril de 2015 da revista Forbes Brasil, Fábio aparece na lista dos dez melhores CEOs do país.

## Biografia
Além de ocupar o cargo de CEO do Google Brasil, também atua como vice-presidente do Google Inc e vice-presidente de Tecnologia do Flamengo. Pós-graduado em administração de negócios pela Harvard University, em Boston.
Filho de José Jaques Coelho e de Yara Silva, nasceu em Vitória, Espírito Santo. Faz parte da família Coelho Rodrigues, com raízes genealógicas na Freguesia de Paço de Sousa, no Distrito do Porto, em Portugal, visto que é hexaneto do português Valério Coelho Rodrigues e de Domiciana Vieira de Carvalho, por parte dos seus pentavós paternos Lourenço Rodrigues Coelho, José Rodrigues Coelho, Maria Rodrigues de Santana e Valério Coelho Rodrigues Filho.

## Controvérsia
Em 26 de setembro de 2012, Fábio foi detido pela Polícia Federal após a empresa negar a retirada de vídeos do YouTube que acusam Alcides Bernal, do Partido Progressista, então candidato a prefeito da cidade de Campo Grande, de ser suspeito de praticar crimes, como incentivador da prática de aborto e ter praticado crimes de embriaguez, lesão corporal contra menor, enriquecimento ilícito e preconceito contra os mais pobres.